# Dorada toluqueña
La dorada toluqueña o huarache toluqueño es un platillo típico de la cocina mexicana, originario de Toluca. Es popular en el Estado de México y la Ciudad de México. Consiste en una tortilla tostada de maíz martajado azul, en forma ovalada, de unos 30 cm. Se prepara con una capa de frijoles bayos refritos, cilantro, nopales cocidos, cebolla, queso fresco y salsa roja de chile de árbol o guajillo. Se diferencia de la tlayuda oaxaqueña, en que esta última es de maíz blanco o amarillo y semi-tostada al comal o al carbón, así como los ingredientes, como asiento, tasajo y quesillo.